# Балаж Харай
Балаж Харай (угор. Balázs Hárai, 5 квітня 1987) — угорський ватерполіст.
Призер Олімпійських Ігор 2020 року, учасник 2012, 2016 років.
Чемпіон світу з водних видів спорту 2013 року, призер 2017 року.